# Gymnocalycium kieslingii
Gymnocalycium kieslingii là một loài thực vật có hoa trong họ Cactaceae. Loài này được O.Ferrari mô tả khoa học đầu tiên năm 1985.